# Detroit Zoo
Koordinaten: 42° 28′ 37″ N, 83° 9′ 25″ W

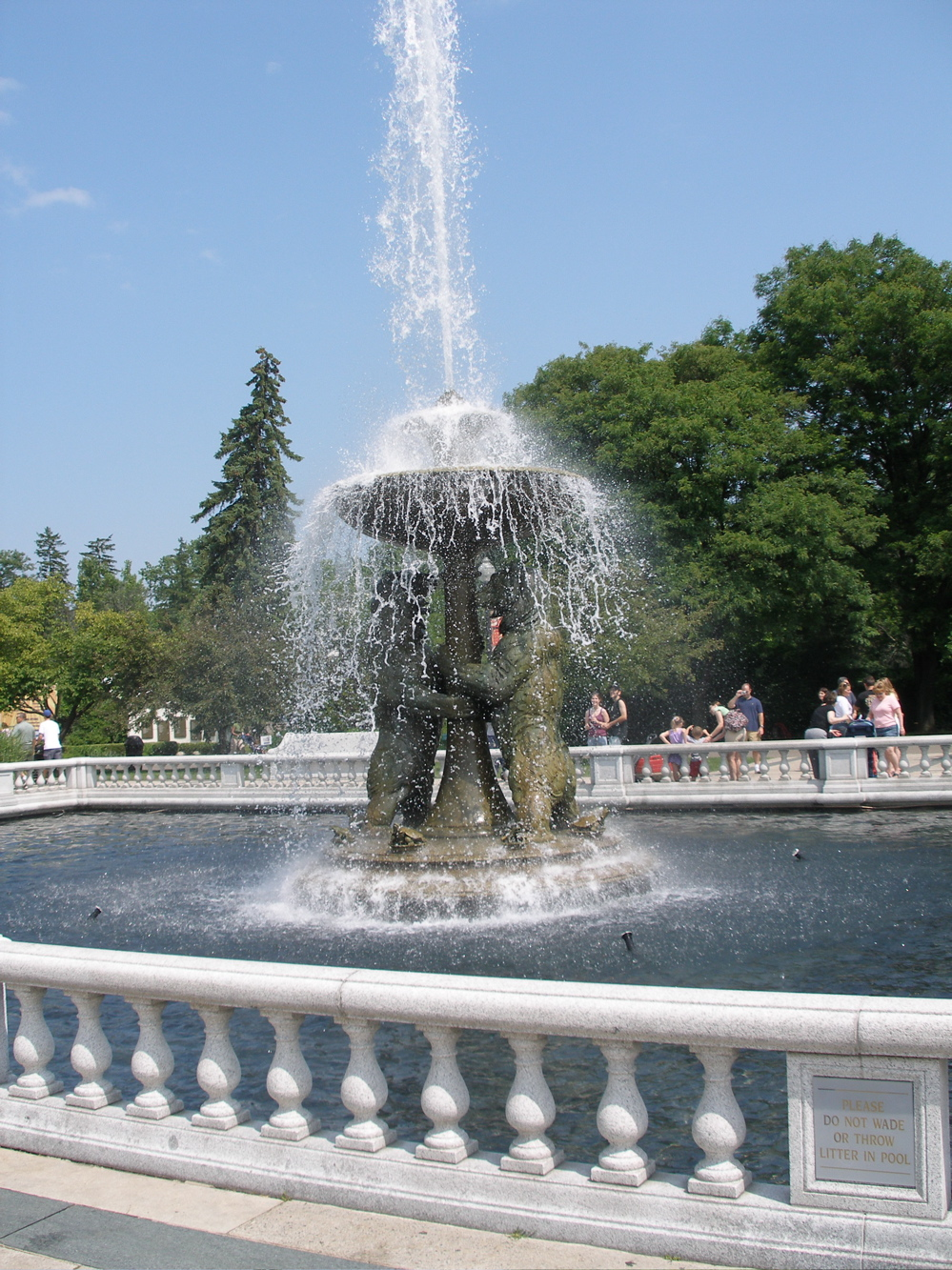
Horace Rackham Memorial Fountain

Der Detroit Zoo ist ein Zoo, der sich in Royal Oak, einem nördlichen Vorort von Detroit im US-Bundesstaat Michigan befindet. Er ist bei der World Association of Zoos and Aquariums (WAZA) sowie der Association of Zoos and Aquariums (AZA) akkreditiert.

## Geschichte
Der erste Detroit Zoo wurde 1883 gegründet. Auf der gegenüberliegenden Straßenseite wurde später das Tiger Stadium, ein Baseballstadion gebaut. Die ersten Tiere des Zoos entstammten einem Wanderzirkus, der geschlossen wurde und die anschließend von dem Detroiter Geschäftsmann Luther Beecher erworben wurden. Der Zoo musste bereits ein Jahr nach der Eröffnung aufgrund mangelnder Finanzmittel wieder schließen und wurde in einen Pferdemarkt umgewandelt. Mehrere Tiere wurden zunächst auf Belle Isle untergebracht.
Ein zweiter Versuch, einen Zoo zu gründen, wurde 1911 unternommen. Nachdem mehrere prominente Detroiter Bürger die Detroit Zoological Society gegründet hatten, begannen die Planungen. Die Zoological Society erwarb schließlich ein geeignetes Gelände entlang der Woodward Avenue. Für die Gestaltung der Anlagen wurde der Hamburger Zoodirektor Heinrich Hagenbeck gewonnen, der mit dem Bau von Wassergräben auf die bisher übliche Vergitterung von Gehegen weitgehend verzichtete und möglichst natürliche, frei einsehbare Lebensräume für die Tiere schaffte.
Der Zoo wurde am 1. August 1928 unter großer Anteilnahme der Bevölkerung vom damaligen Detroiter Bürgermeister John C. Nagel an seinem neuen Standort eröffnet. Es wurden 150.000 Besucher am Eröffnungstag geschätzt. Als besondere Attraktionen erwiesen sich in der Folgezeit einige Löwenbabys sowie die Möglichkeit, gegen die geringe Gebühr von einem Nickel (5 Cent) auf einem Elefanten zu reiten.
Von 1934 bis 1937 wurden Tierkrankenhäuser und das Verwaltungsgebäude gebaut sowie die Landschaftsgestaltung intensiviert. Im Jahr 1939 wurde von dem italienisch-amerikanischen Bildhauer Corrado Pararducci der Horace Rackham Memorial Fountain installiert, der ein Wahrzeichen des Zoos wurde. Mehrere Jahrzehnte wurden Tiershows mit Elefanten und Schimpansen im Zoo abgehalten, die jedoch schließlich aufgrund von Tierschutzbedenken beendet wurden. Später wurde die Haltung von Elefanten gänzlich aufgegeben und die verbliebenen Tiere wurden in das Performing Animal Society Sanctuary im klimatisch besser geeigneten Kalifornien überstellt. Im Jahr 2016 wurde das Penguin Conservation Center eröffnet, die zu diesem Zeitpunkt die größte Pinguinanlage weltweit war.
Der Zoo wird von der Detroit Zoological Society, einer Non-Profit-Organisation gemanagt, während die Stadt Detroit weiterhin das Eigentum an den Vermögenswerten hält. Die Detroit Zoological Society verwaltet auch das Belle Isle Nature Center im Belle Isle Park. Aufgrund seiner einzigartigen und richtungsweisenden Gestaltung für die Tierhaltung und Anlagenformung wurde der Detroit Zoological Park in das National Register of Historic Places aufgenommen.

## Anlagenbereiche
Im Detroit Zoo werden auf einer Fläche von etwa 51 Hektar ca. 2000 Tiere in rund 200 Arten aus allen Kontinenten gehalten. Es können Säugetiere, Reptilien, Amphibien, Vögel und Insekten besichtigt werden. Die jährliche Besucherzahl schwankt um 1.500.000 Personen.

### Außenanlagen
Der Detroit Zoo ist in mehrere Bereiche, die den Herkunftskontinenten der gezeigten Tiere entsprechen, aufgeteilt. Im American Grasland werden in erster Linie Säugetiere, die in Nord- und Südamerika beheimatet sind, gezeigt. Im Arctic Ring of Life leben Tiere der Polarregion. Die Besucher können dabei Eisbären (Ursus maritimus) von einer abgesenkten ca. 20 Meter langen Acrylglas-Tunnelröhre, die unter dem Wasserbecken der Eisbärenanlage verläuft, über ihren Köpfen schwimmen sehen. Das African Grasland ist mit großzügigen Freianlagen für afrikanische Steppenbewohner ausgestattet, auf denen verschiedene Gazellen- und Antilopenarten sowie Giraffen (Giraffa), Zebras (Hippotigris), Nashörner (Rhinocerotidae) und Strauße (Struthio) gemeinsam gehalten werden. Der African Forest zeigt mehrere Primatenarten, darunter Westliche Flachlandgorillas (Gorilla gorilla), Drille (Mandrillus leucophaeus) und Gemeine Schimpansen (Pan troglodytes). Schwerpunkt im Asien Forest sind asiatische Raubkatzen, beispielsweise Sibirische Tiger (Panthera tigris altaica). Die australische Tierwelt ist im Australian Outback Adventure mit einigen Kängurus (Macropodidae) relativ spärlich vertreten. Der Cotton Family Wetlands and Boardwalk führt entlang von Wasser- und Feuchtgebieten und ermöglicht die Beobachtung diverser am Wasser lebender Vögel.

### Conservation Campus
Einen wesentlichen Bestandteil im Detroit Zoo bildet das Conservation Campus, das in mehrere Abteilungen untergliedert ist. Dazu gehört das National Amphibian Conservation Center mit verschiedenen Amphibienarten, beispielsweise Japanischen Riesensalamandern (Andrias japonicus) und Baumsteigerfröschen (Dendrobatidae). Im Holden Reptile Conservation Center sind u. a. Schlangen- und Chamäleonarten (Chamaeleonidae), Leguane (Iguanidae), die Gila-Krustenechse (Heloderma suspectum) sowie Schildkröten (Testudinata) und Krokodile (Crocodylia) zu besichtigen. Das Polk Penguin Conservation Center zeigt mehrere Pinguinarten. Zum Conservation Campus zählen außerdem eine Freiflughalle für Vögel (Free-Flight Aviary) sowie eine Schmetterlingshalle (Butterfly Garden). Die folgende Bildreihe zeigt einige Tiere aus dem Bereich des Conservation Campus:

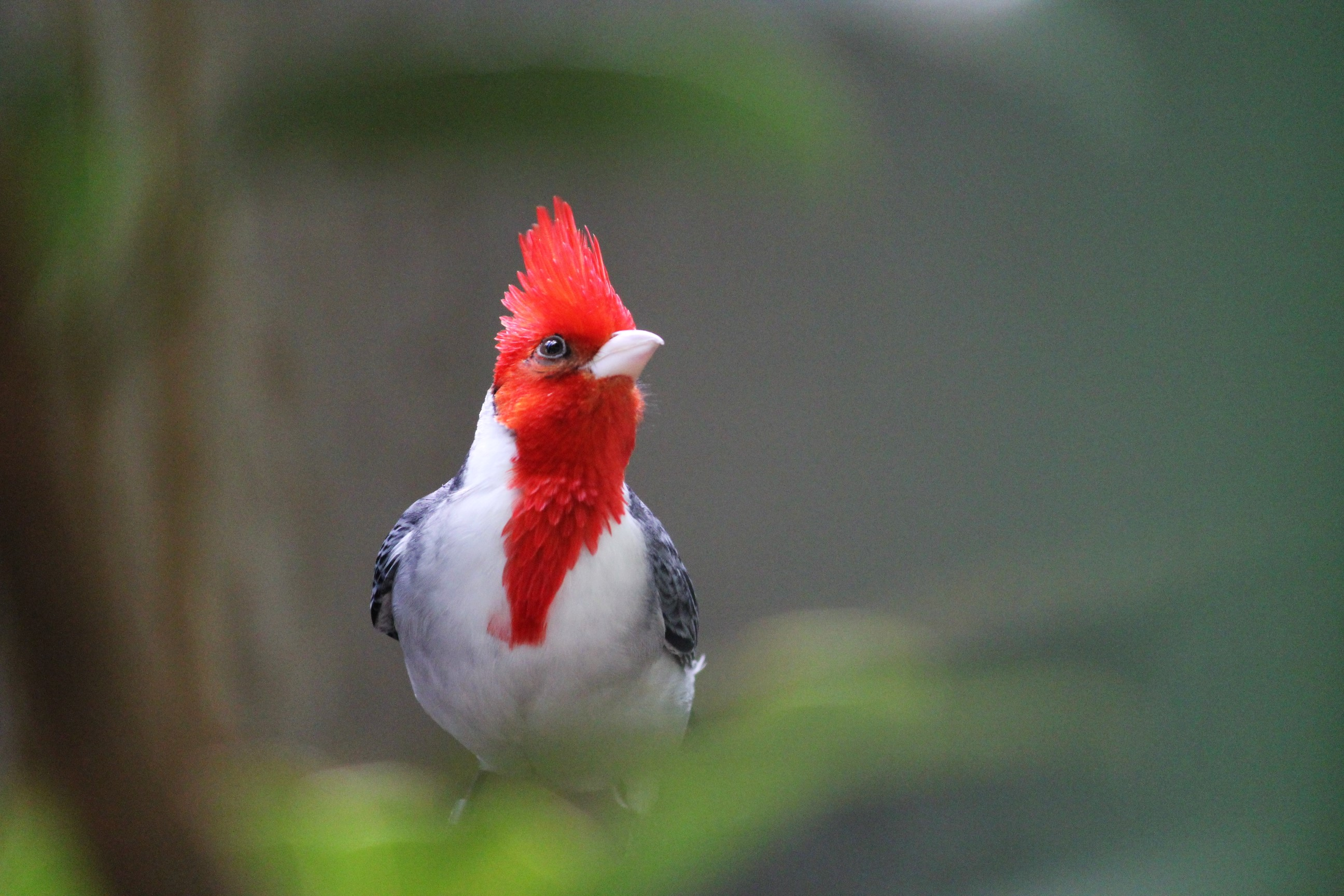
Rotschopftangare (Paroaria coronata)
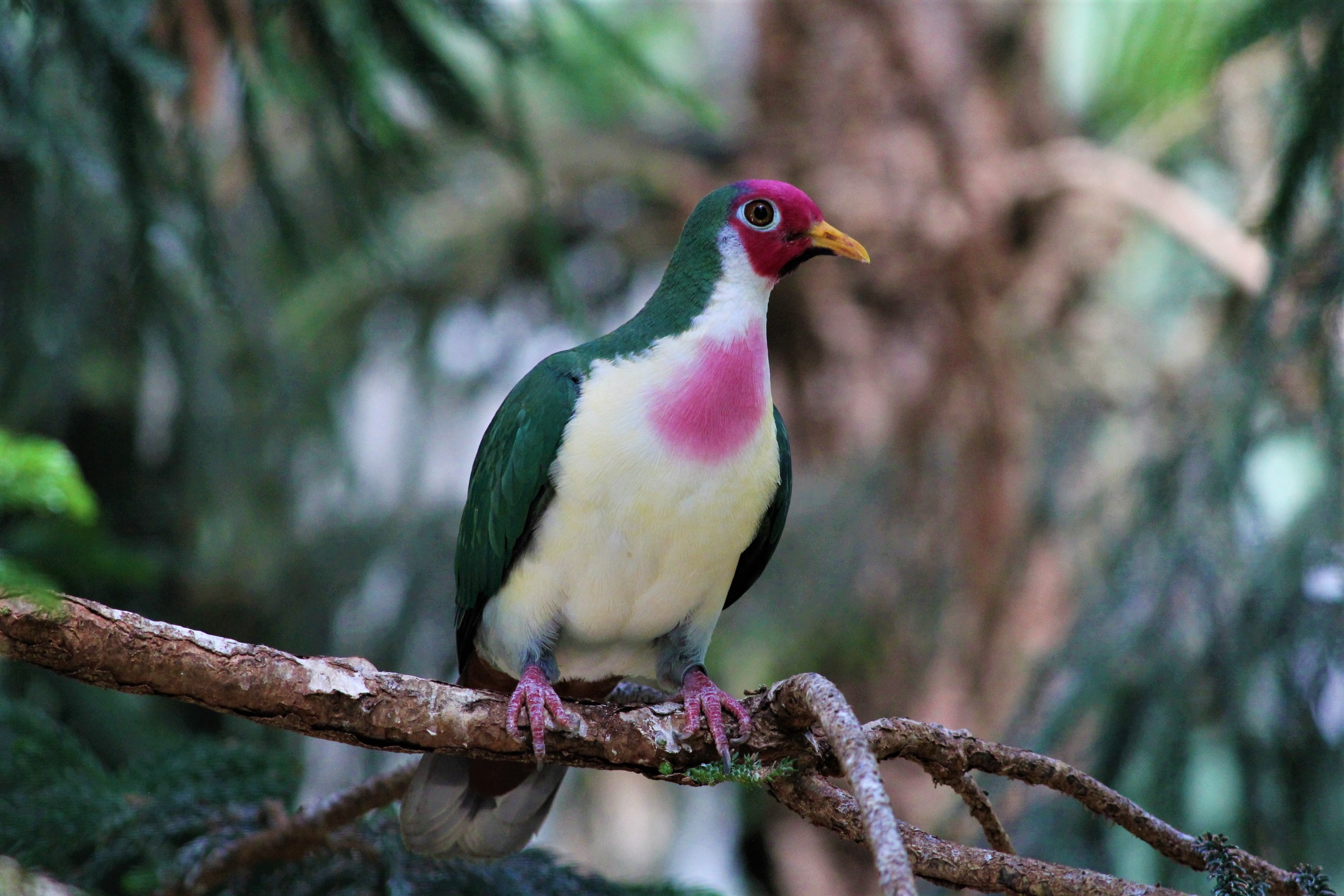
Jambufruchttaube (Ptilinopus jambu)
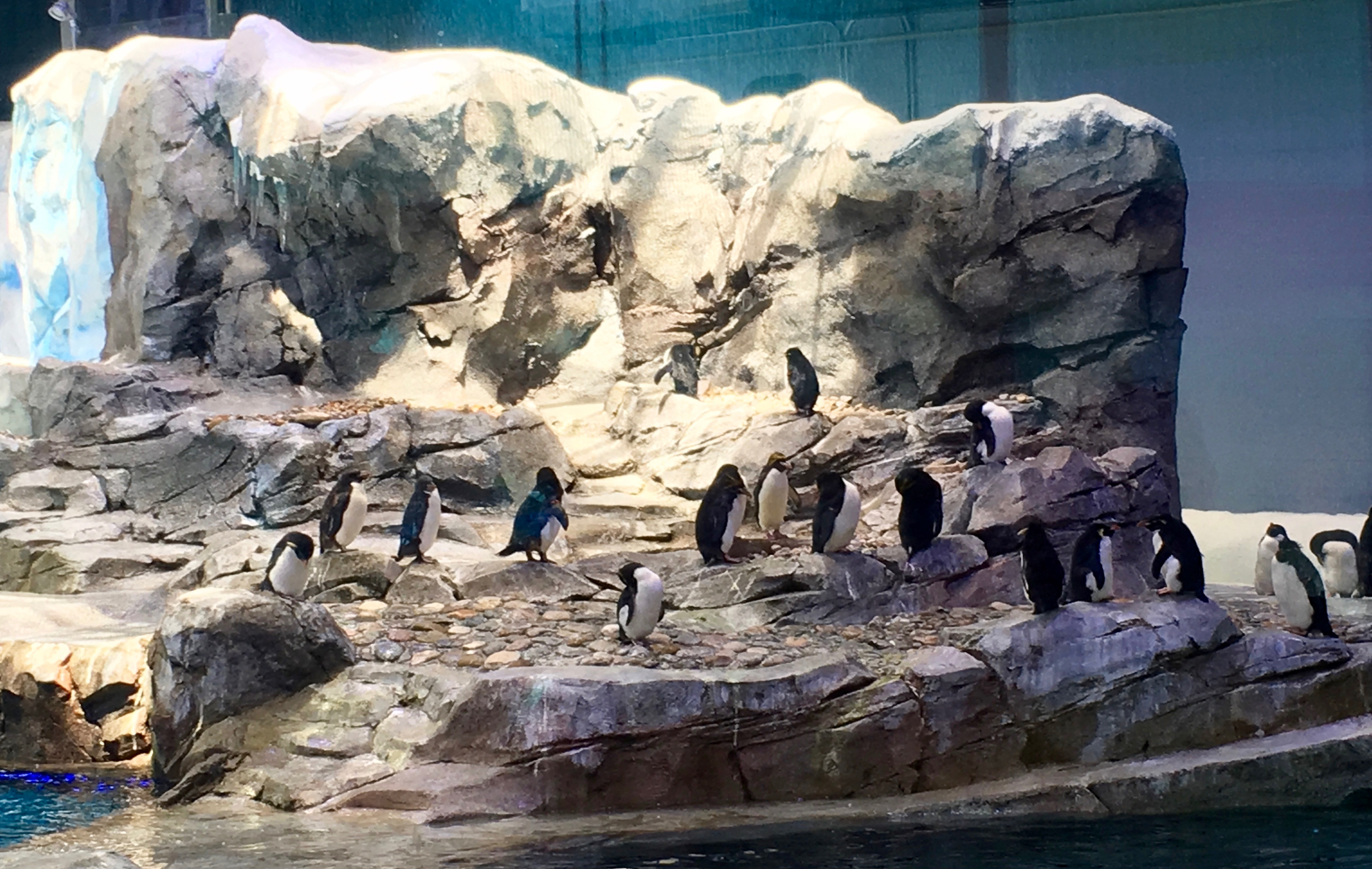
Penguin Conservation Center
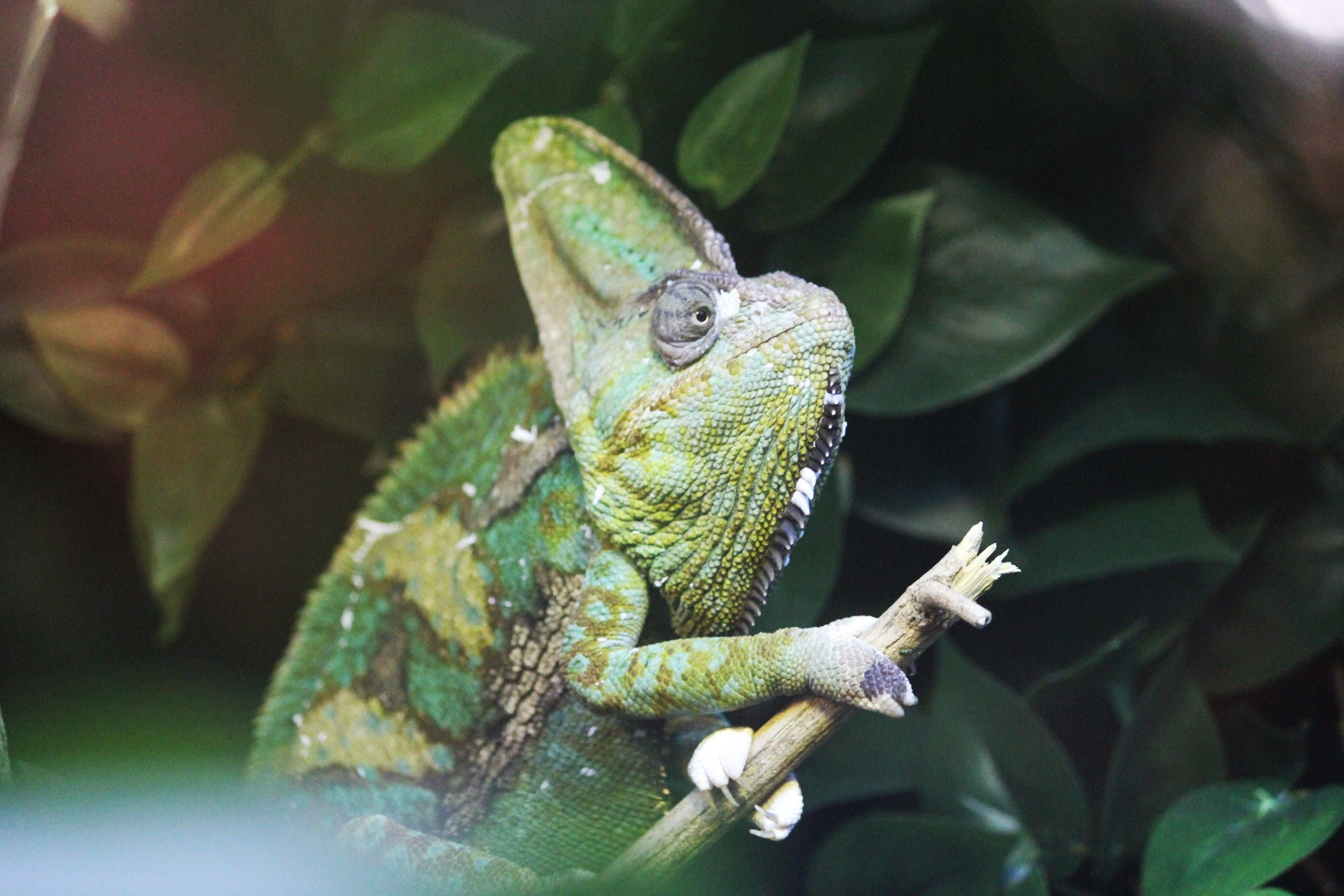
Jemenchamäleon (Chamaeleo calyptratus)
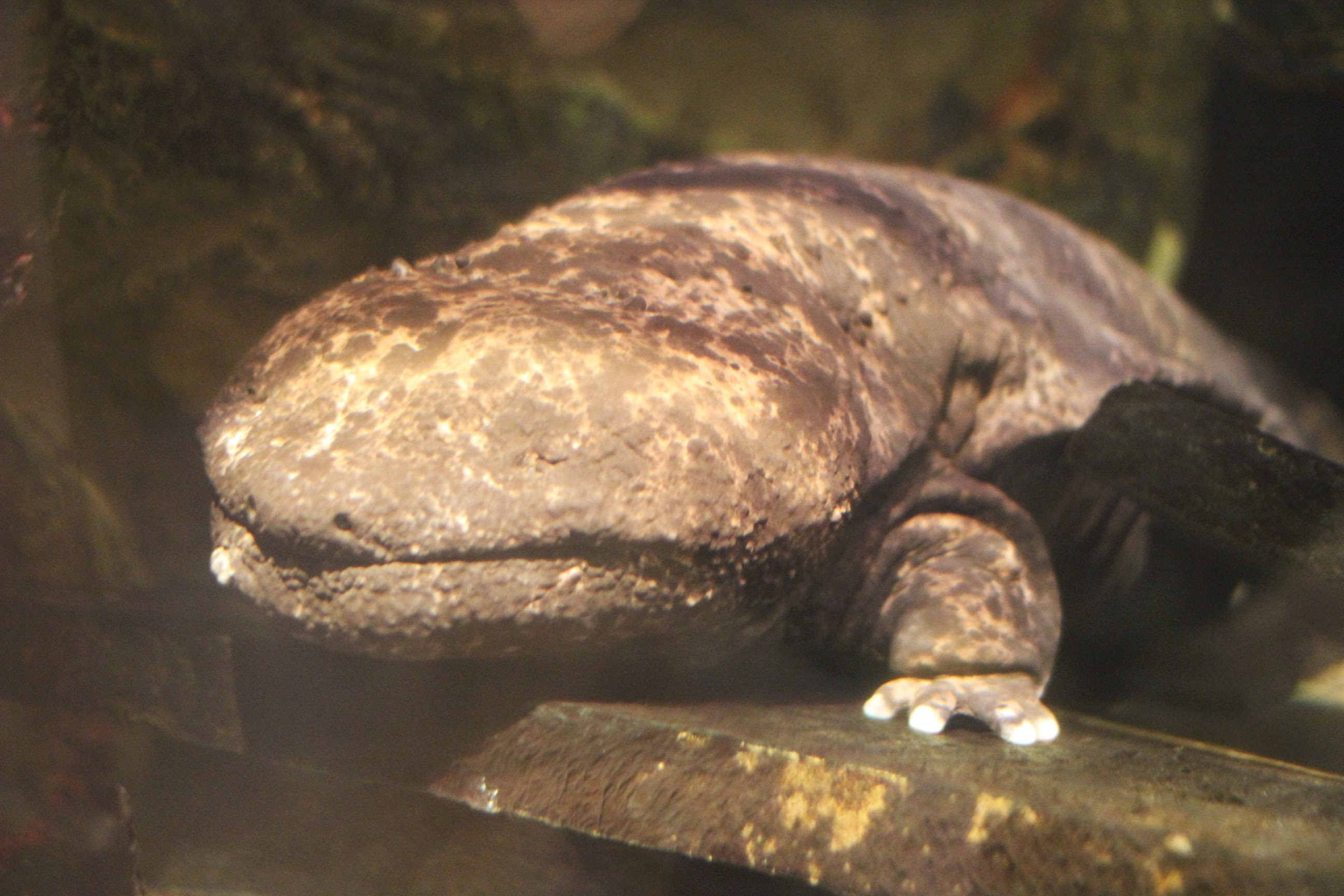
Japanischer Riesensalamander (Andrias japonicus)

### Weitere Einrichtungen
Für Besucher und Studenten steht im Detroit Zoo ein Informations- und Bildungszentrum (Ford Education Center) zur Verfügung. In Zusammenarbeit mit der University of Miami wurde ein Advanced Inquiry Program aufgelegt, das Studierenden die Möglichkeit bietet, beispielsweise durch webbasierte Kurse, Naturschutz- und Umweltprogramme, Fragen zum Klimawandel und zur Ökologie, Wechselwirkungen von Menschen und Tieren sowie durch Feldforschung, ihre Studiengänge individuell anzupassen. Das Center for Zoo and Aquarium Animal Welfare and Ethics erfasst den aktuellen Wissensstand über Tierschutz und Tierethik in Zoos und Aquarien und erleichtert dadurch die Haltung der in Gefangenschaft gehaltenen Tiere.
Im Winter haben die Besucher die Möglichkeit, auf einer aus synthetischem Eis (Glice) hergestellten Fläche Schlittschuh zu laufen.

## Arterhaltungsprogramme
Die Detroit Zoological Society unterstützt Programme, die Wildtiere lokal, national und international schützen. Zahlreiche Feldforschungs- und Naturschutzprojekte mit Amphibien, Reptilien, Vögeln, Säugetieren und Schmetterlingen werden gefördert.
Ein besonderes Anliegen ist der Schutz von Vogelarten, die in Michigan leben. Beispielsweise wird der Gelbfuß-Regenpfeifer (Charadrius melodus) an vielen Stränden der Großen Seen als gefährdet eingestuft, da die Vögel im Sommer ihre Nester auf flachen, offenen Sandstränden anlegen, den gleichen Stränden, die auch von Menschen mit ihren Haustieren gerne besucht werden. 1986 wurden dort nur 17 Nistpaare gezählt und vom United States Fish and Wildlife Service wurde daraufhin ein Erhaltungsprogramm aufgelegt. Verlassene Eier wurden in verschiedene Aufzuchtstationen, u. a. in den Detroit Zoo gebracht. Die geschlüpften Küken wurden anschließend in speziellen Schutzeinrichtungen am Strand aufgezogen, um sie an die Wildnis zu gewöhnen. Die Vögel können im Alter von vier Wochen fliegen und zu diesem Zeitpunkt werden sie an Orten, wo bereits wilde Gelbfuß-Regenpfeifer leben freigelassen. Sie gewöhnten sich schnell an diese Gruppen und schlossen sich diesen für die Herbstmigration in die südlichen Gebiete der USA an, wo sie den Winter verbringen. Nachdem die Population um die Großen Seen 75 Zuchtpaare erreichten, wurde das Piping Plover Program von der Association of Zoos and Aquariums 2009 mit einem bedeutenden Leistungspreis für nordamerikanischen Naturschutz ausgezeichnet.
Seit 2007 bemüht sich die Detroit Zoological Society, um die Populationen der Flussseeschwalbe (Sterna hirundo) auf der Belle Isle und an den Ufern des Lake St. Clair zu erhalten. An beiden Standorten wurde hohe Vegetation entfernt, um in den Gebieten bessere Nistmöglichkeiten zu schaffen. Seit 2014 brüten wieder mehr als 100 Paare der Flussseeschwalben jedes Jahr im Bereich der  Leuchttürme am Lake St. Clair.
Weitere Projekte des Vogelschutzes betreffen den Fischadler (Pandion haliaetus) und den Wanderfalken (Falco peregrinus). Beide Arten wurden in den 1950er und 1960er Jahren durch die schädlichen Auswirkungen von DDT-Pestiziden durch Biomagnifikation dezimiert. Die Detroit Zoological Society hat sich an Auswilderungsprogrammen beteiligt, die die Ausbreitung der Vögel in Südost-Michigan wiederherstellte. Nach dem Verbot von DDT erholten sich die Populationen wieder, werden jedoch weiterhin beobachtet.

## Galerie
Die folgende Bildreihe zeigt einige Säugetiere aus dem Bestand des Detroit Zoos:

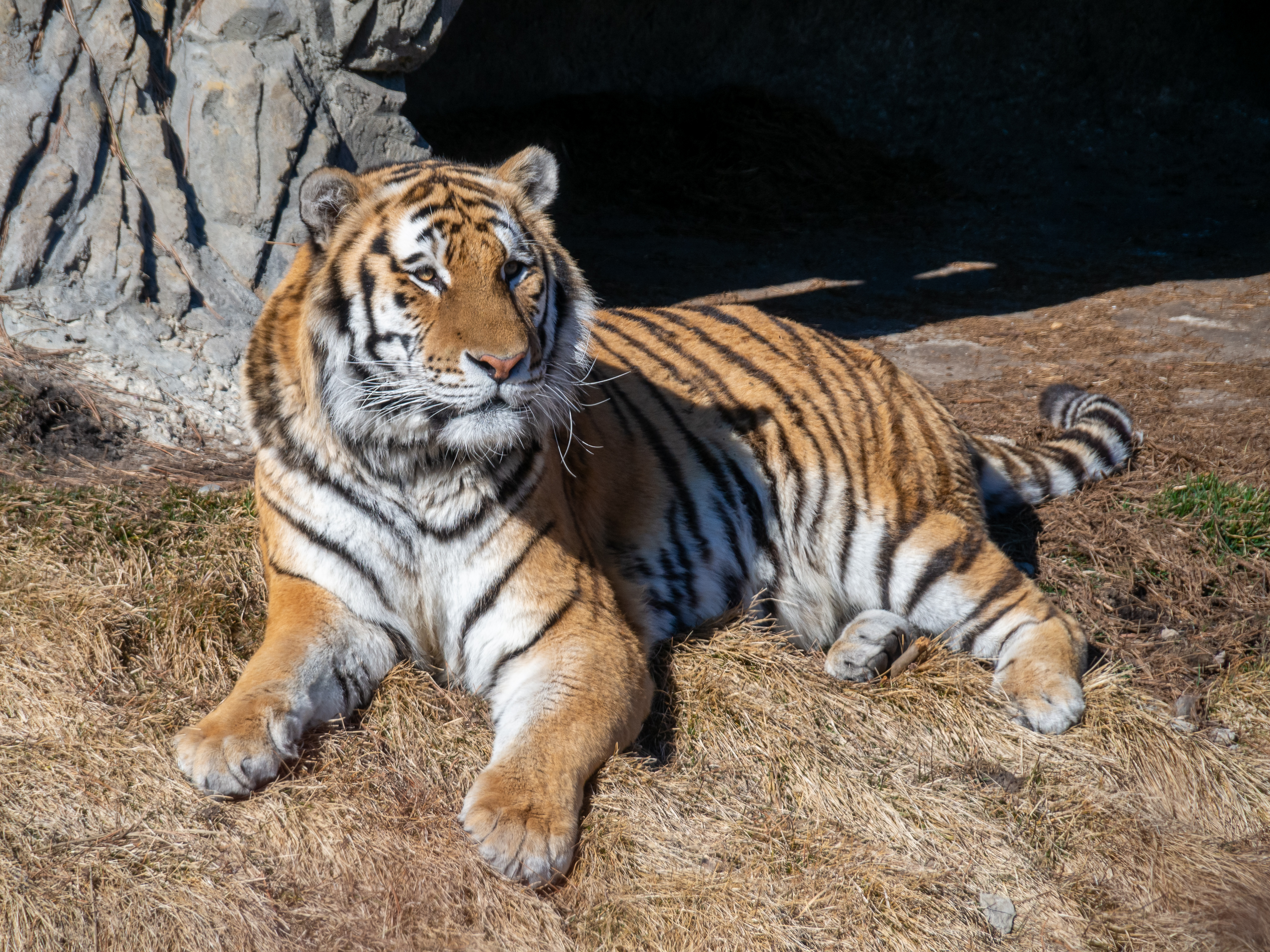
Sibirischer Tiger
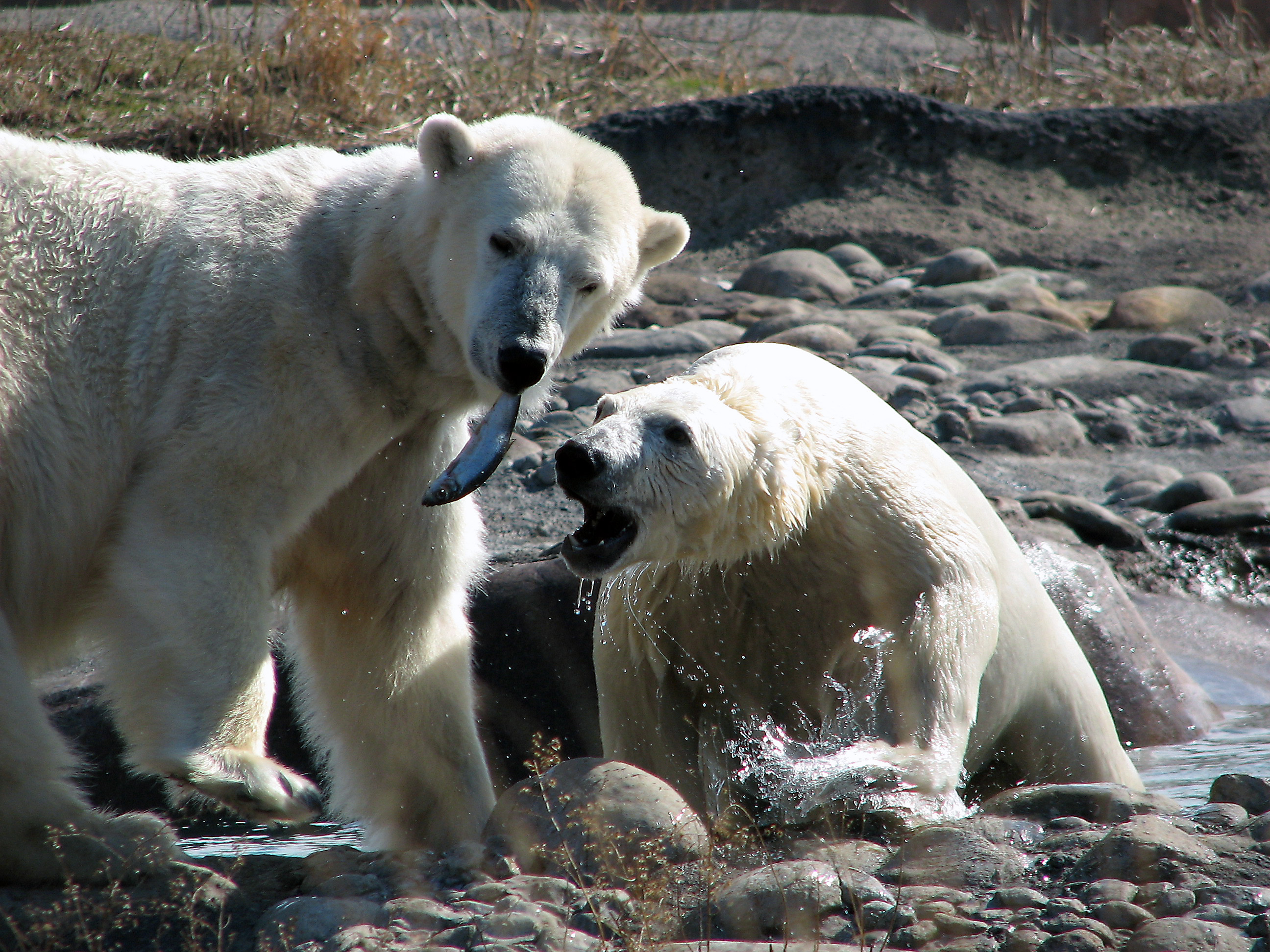
Eisbären
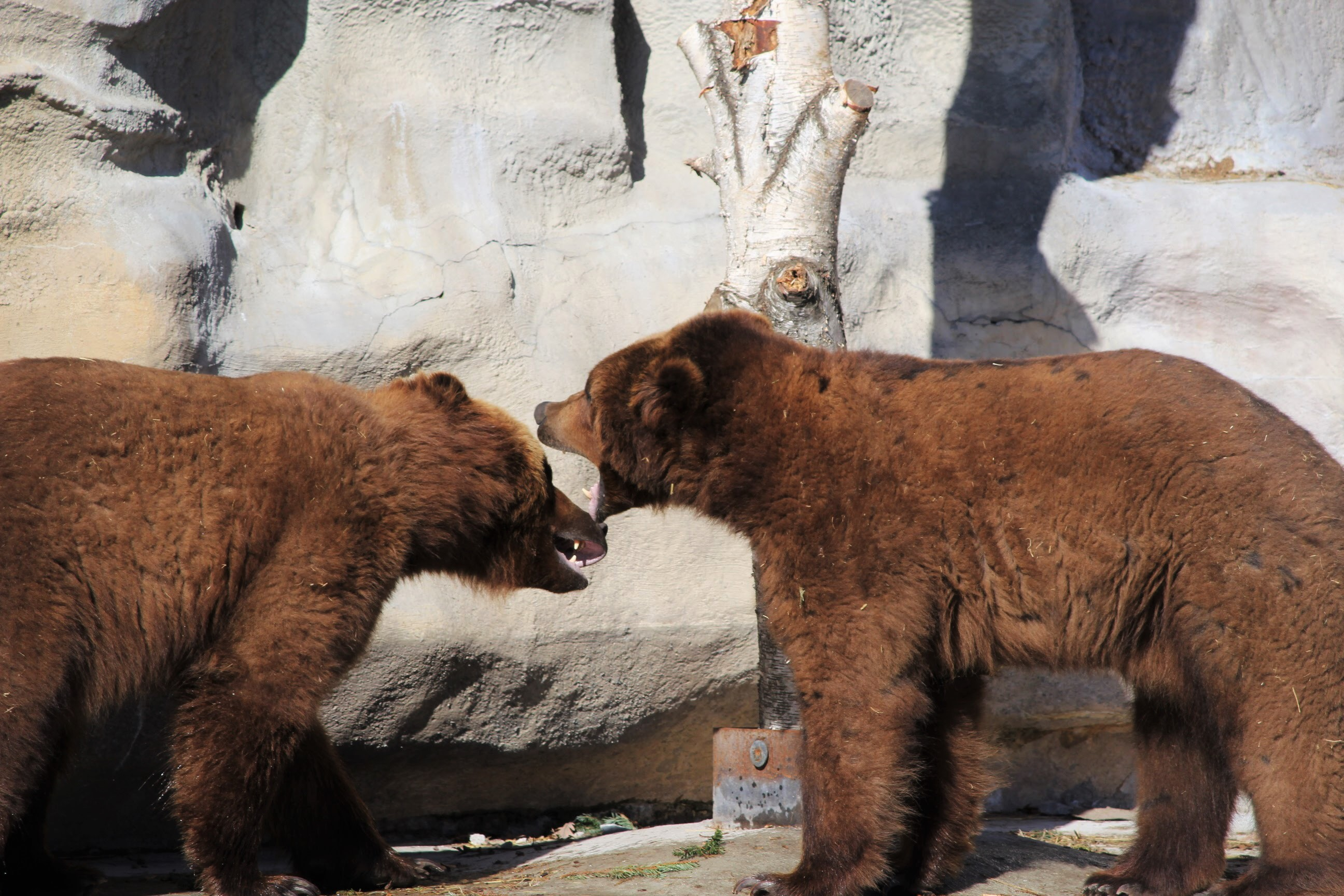
Grizzlybären (Ursus arctos horribilis)
Polarfuchs (Vulpes lagopus)
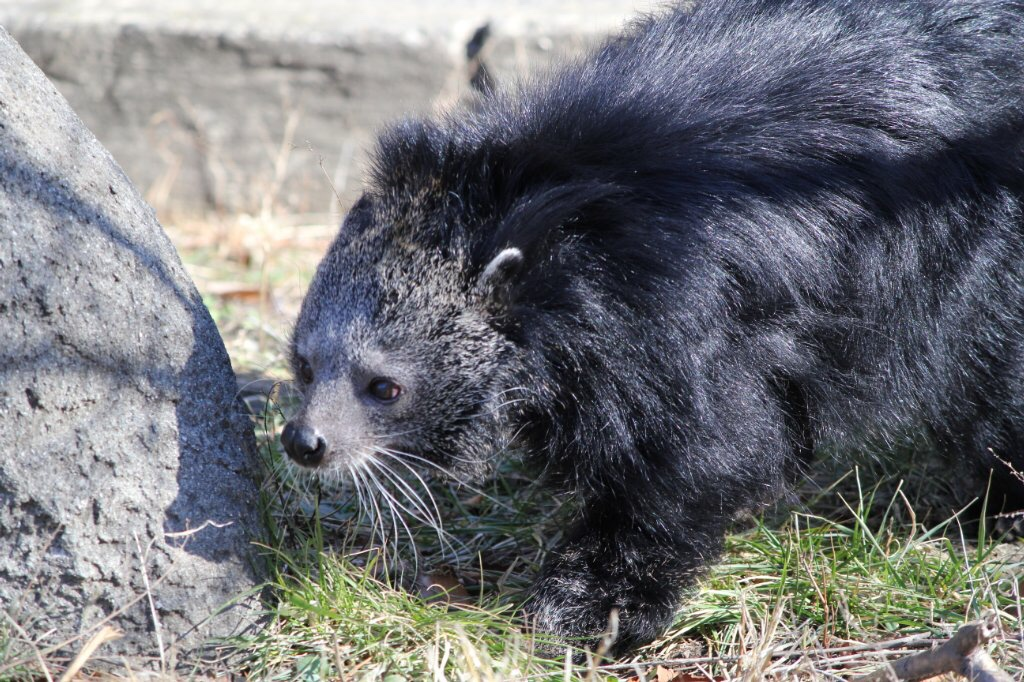
Binturong (Arctictis binturong)
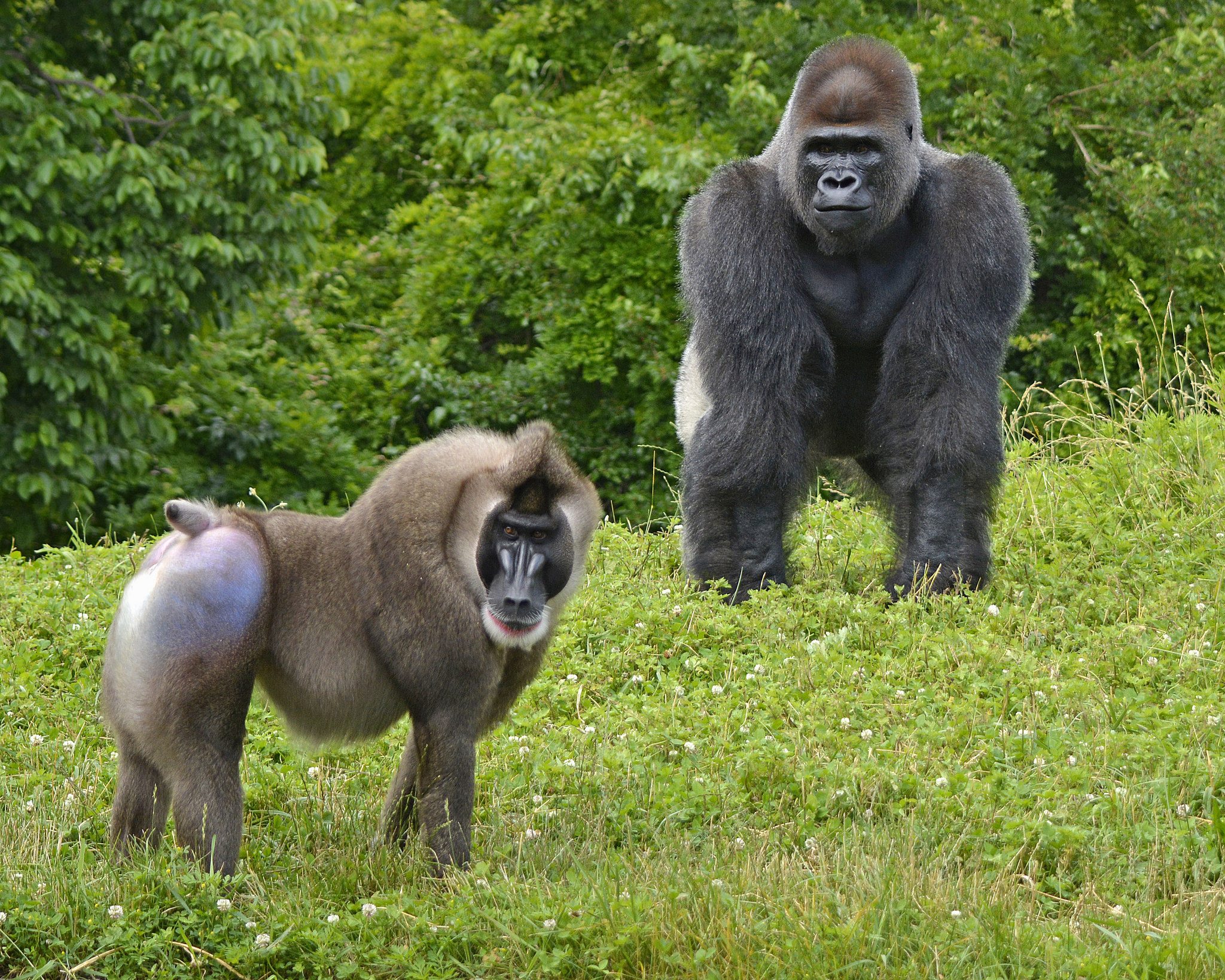
Drill und Westlicher Flachlandgorilla
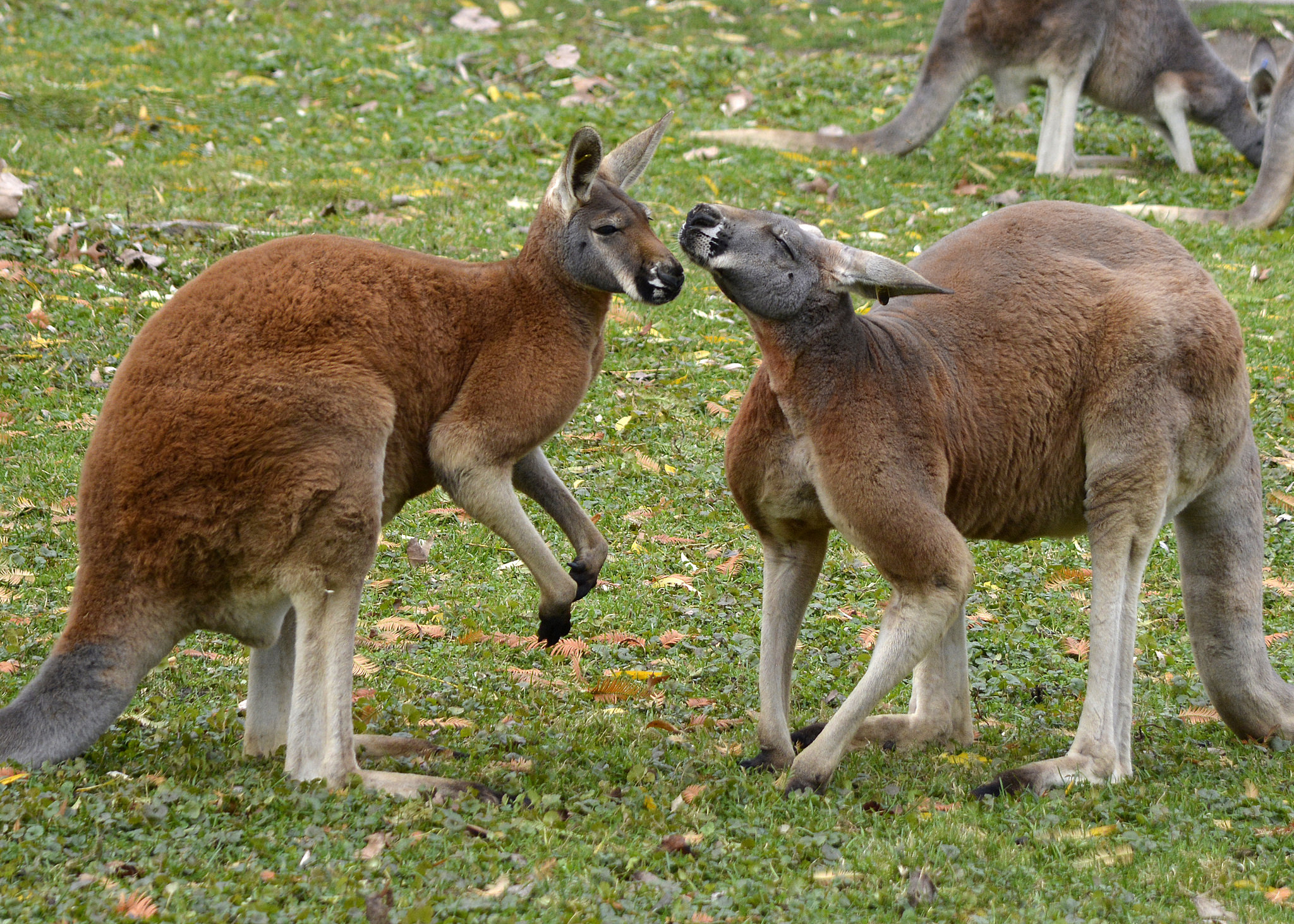
Rote Riesenkängurus (Osphranter rufus)
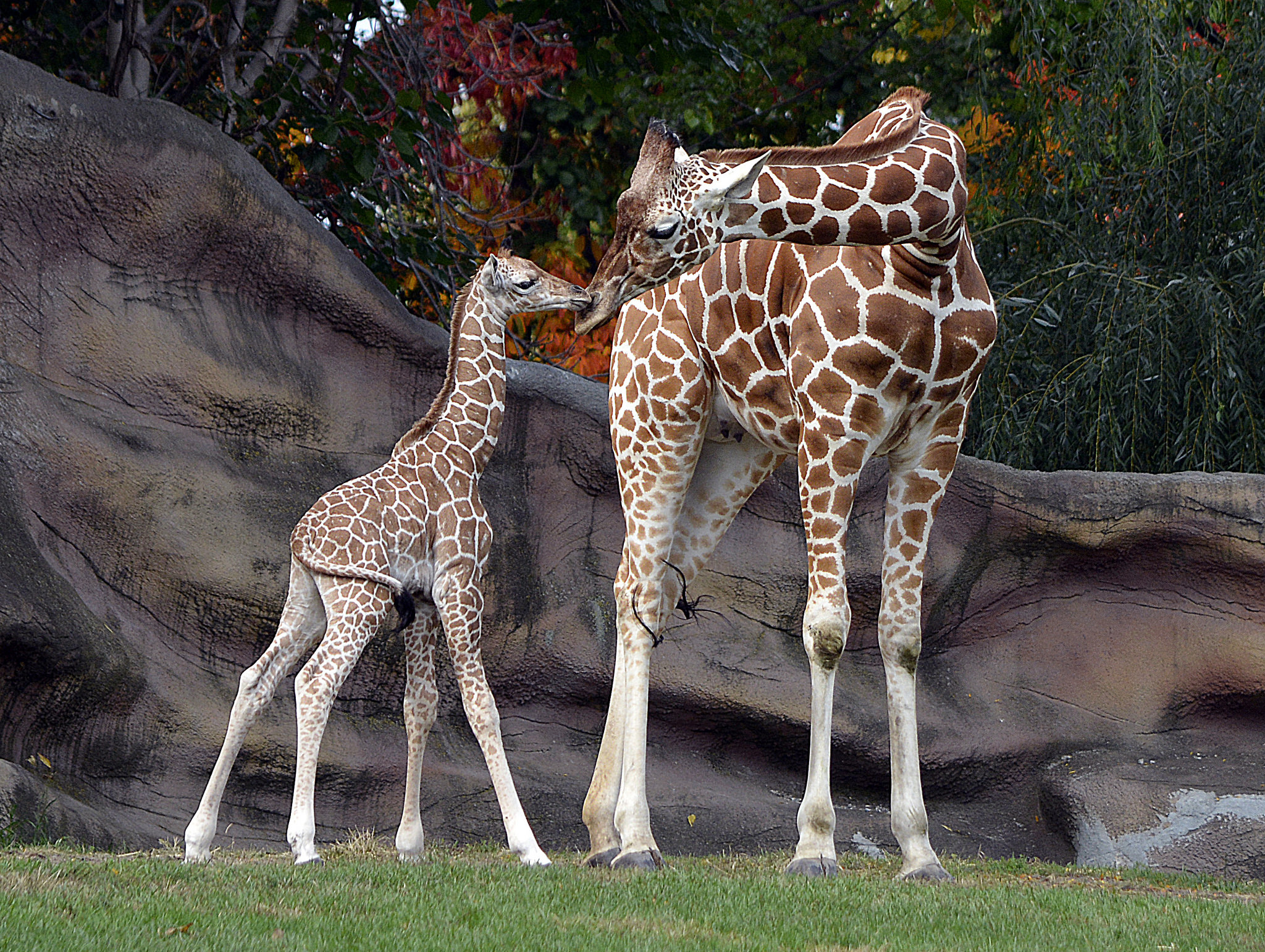
Giraffe mit Jungtier
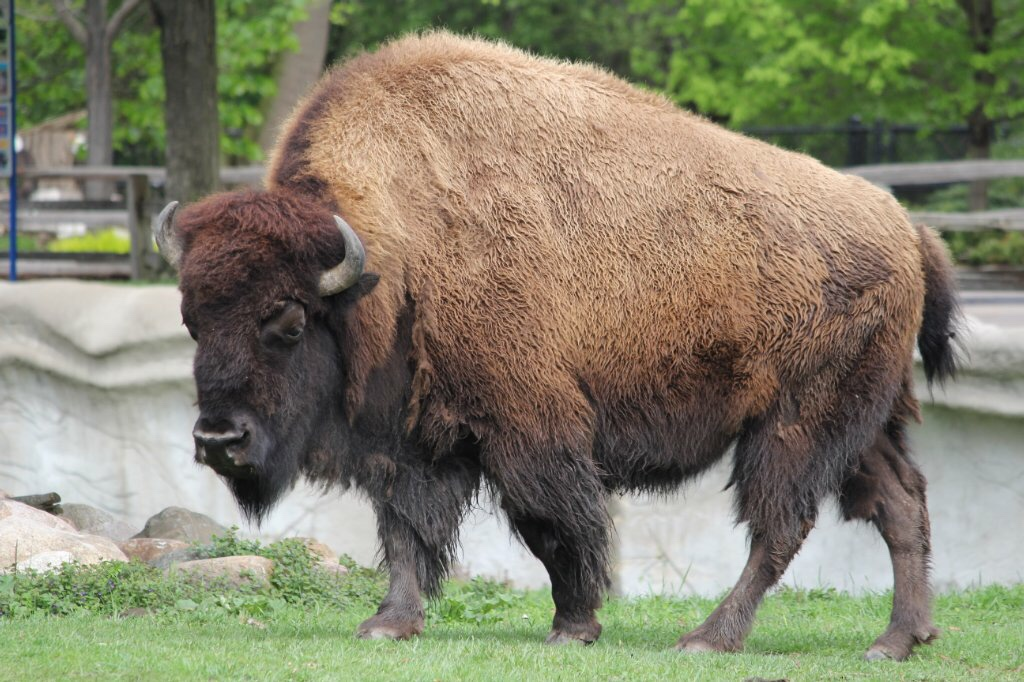
Amerikanischer Bison (Bos bison)
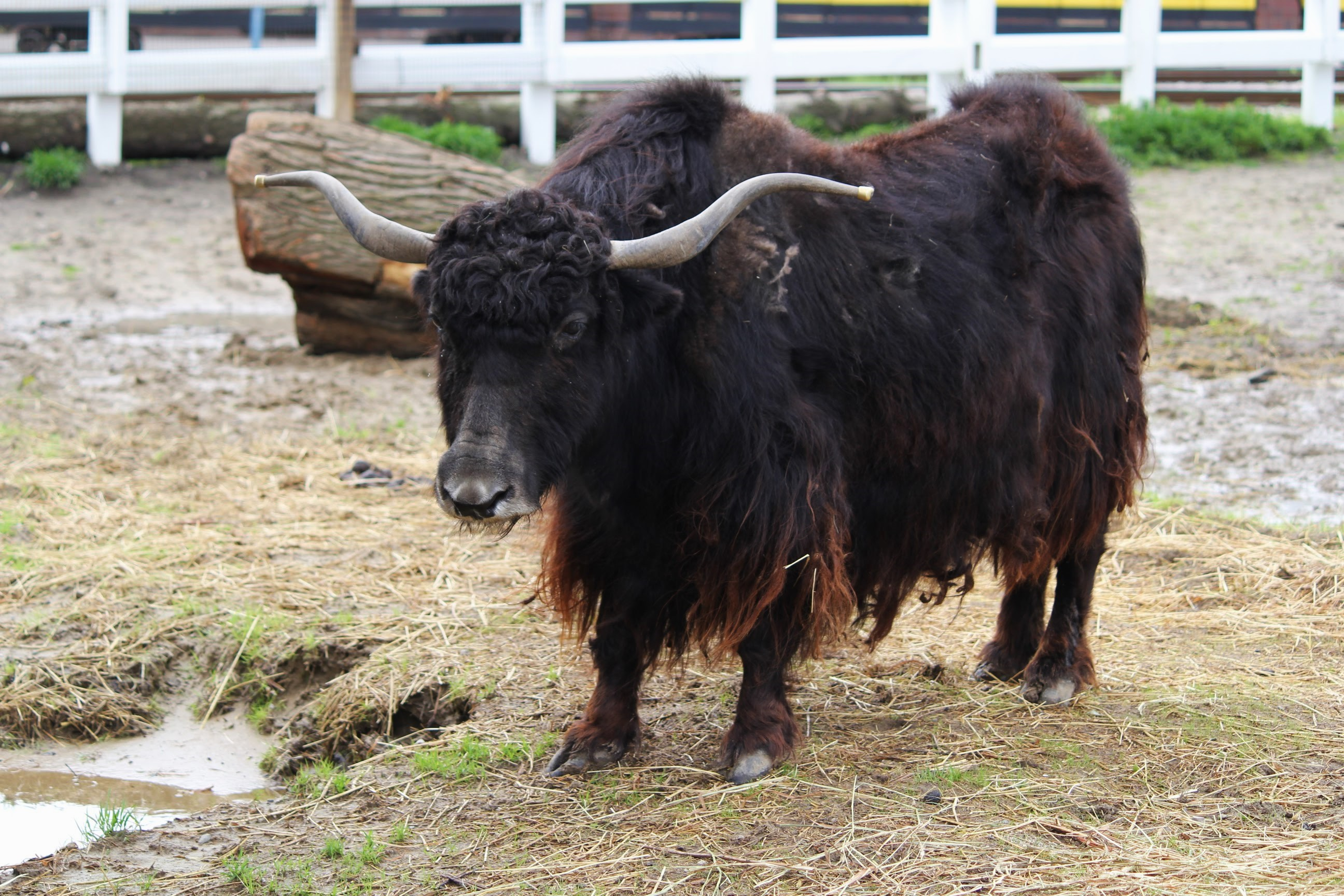
Yak (Bos mutus)